# Iresine angustifolia
El arlomo  (Iresine angustifolia) es una planta herbácea de la familia Amaranthaceae y el género Iresine.

## Descripción
Es una planta herbácea anual de verano sin tallo aparente;  puede crecer de 5-10 cm de alto, no obstante, sus raíces son muy cortas llegando a medir unos 8 centímetros como máximo, crece de 500 a 1500 m s. n. m.

## Distribución
Se extiende desde México a toda América Central.

## Usos
No se cultiva, por el contrario se le considera plaga, en la medicina herbolaria tradicional se le atribuyen propiedades contra el prurito ocasionado por dermatitis. Se refieren a esta planta como macho y hembra, aunque al parecer sus propiedades son las mismas.

## Taxonomía
Fue descrita por Bengt Anders Euphrasén.

## Nombre común
En México se le conoce como «arlomo».